# Royal Economic Society
La Royal Economic Society (RES), creada en 1890 como The British Economic Association e incorporada por Carta Real el 2 de diciembre de 1902, es una asociación profesional dedicada a promover el estudio de las ciencias económicas en el ámbito académico, de gobierno, de la banca, de la industria y la Administración pública.
La RES edita dos revistas para sus socios: The Economic Journal, que en 1991 celebró su centenario, y The Econometrics Journal, ambas publicadas por Wiley-Blackwell Publishing. 
Su presidente actual es Richard Blundell, catedrático de Economía política de la University College London.